# Mario Valiante
Mario Valiante (Roccadaspide, 31 agosto 1925 – Salerno, 22 settembre 2018) è stato un politico italiano.
È stato presidente della Commissione parlamentare d'inchiesta sulla strage di Via Fani, sul sequestro e l'assassinio di Aldo Moro e sul terrorismo in Italia dal 1981 al 1983.